# Marcel Spatari
Marcel Spatari (ur. 13 sierpnia 1981 w Kiszyniowie) – mołdawski menedżer i konsultant, od 2021 do 2023 minister pracy i polityki społecznej.

## Życiorys
W 2003 uzyskał licencjat na wydziale politologii i stosunków międzynarodowych Państwowego Uniwersytetu Mołdawskiego, magisterium z europeistyki obronił w Kolegium Europejskim w Brugii. Odbył studia typu MBA na Université de Nantes. Od 2010 był dyrektorem Syndex Romania, lokalnego oddziału francuskiej korporacji Syndex zajmującej się m.in. kwestiami zatrudnienia i rynku pracy. Występował jako doradca organizacji pracodawców i pracowników na forum krajowym i europejskim, publikował także artykuły. 6 sierpnia 2021 (jako bezpartyjny) objął stanowisko ministra pracy i polityki społecznej w rządzie Natalii Gavrilițy. Zrezygnował ze stanowiska w styczniu 2023.